# Шиндлер, Панталеон
Панталеон Шиндлер (пол. Pantaleon Szyndler; 1846, Липы, близ Лодзи — 1905, Варшава) — польский художник, представитель академического направления в живописи.

## Биография

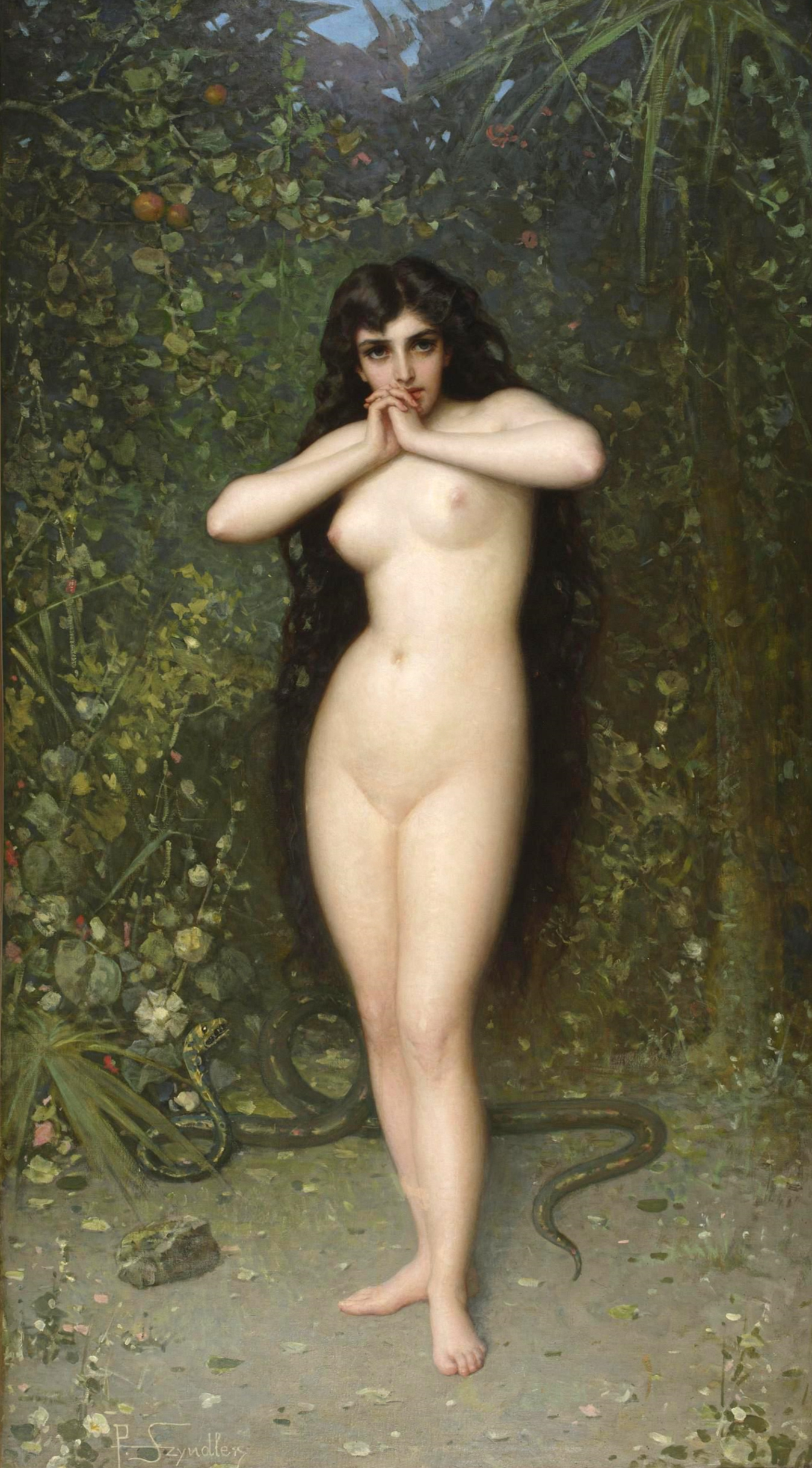
П.Шиндлер «Ева»

Панталеон Шиндлер учился в Варшаве, в рисовальном классе у художника Рафала Хадзевича. Был стипендиатом основанной живописцем Войцехом Герсоном организации польских художников «Товарищество защиты произведений искусства». На стипендиальные деньги Панталеон Шиндлер продолжил учёбу за границей. В 1870—1873 годах он изучает живопись в мюнхенской Академии, затем в Академии Св. Луки в Риме, а в 1874—1875 годах — в парижской Школе изящных искусств. После возвращения в Польшу жил в Варшаве (в 1885—1894 годах); позже — Ченстохове, работал в католическом монастыре Ясная Гора, где устроил собственную школу живописи.
Основной темой картин Шиндлера были изображения ню, жанровые полотна, картины на религиозные и восточные мотивы, портреты. В 1889 году работа Панталеона Шиндлера «Ева» была отмечена премией на международной выставке в Париже. В польском обществе это полотно вызвало неоднозначную реакцию. С одной стороны, пресса хвалила художника за «глубокое чувство правдивого идеализма», внушаемого зрителю картиной. С другой стороны, автора порицали за «будуарную» подачу образа Праматери человечества.
В 1895 году Панталеон Шиндлер совершает путешествие по Подолью и Крыму. В 1902 году возвращается на жительство в Варшаву.